# Leyla Tanlar
Leyla Tanlar (Isztambul, 1997. december 13. –) török színésznő. 
Pályafutása a Megtört szívek című sorozattal kezdődött, melyet Magyarországon a TV2 kereskedelmi csatorna mutatott be.

## Élete és pályafutása
1997. december 13-án született Isztambulban. Tanulmányait a Sisli Terakki Általános Iskolában végezte.

## Filmográfia
- Megtört szívek - Cansu (magyar hang: Laudon Andrea)
- Mehmed: Bir Chian Fatihi - Esleme
- Şahin Tepesi - Deniz
- Ferhat Ile Şirin - Şirin
- A szerelem rabjai (Kaçis) - Nevi
- Güzel Günler - Selma